# Pterodactylus
Pterodactylus (dal greco πτέροv ptéron che significa ‘penna, ala’, e δάκτυλος dáktylos che significa ‘dito’, quindi ‘dalle dita alate’; Cuvier, 1809), in italiano comunemente noto come "pterodattilo",  è un estinto genere di pterosauro, i cui membri sono popolarmente chiamati "pterodattili". Attualmente, il genere contiene una singola specie, Pterodactylus antiquus, che oltre ad essere la specie tipo è anche il primissimo genere di pterosauro mai rinvenuto.
I principali ritrovamenti di resti fossili di questo animale sono stati rinvenuti soprattutto nei Calcari di Solnhofen, di Baviera, in Germania, risalenti alla fine del periodo Giurassico (inizio Titoniano), circa 150,8-148,5 milioni di anni fa, anche se alcuni resti frammentari sono stati rinvenuti anche in altre aree in Europa e in Africa.
Questo animale era un predatore che probabilmente si cibava soprattutto di pesci e piccoli invertebrati marini. Come tutti gli pterosauri, anche le ali dello Pterodactylus erano formate da una membrana di pelle che si estendeva dalla fine del quarto dito della "mano" fino agli arti posteriori. L'ala era supportata, ulteriormente, internamente da fibre di collagene ed esternamente da strutture cheratinose.

## Descrizione

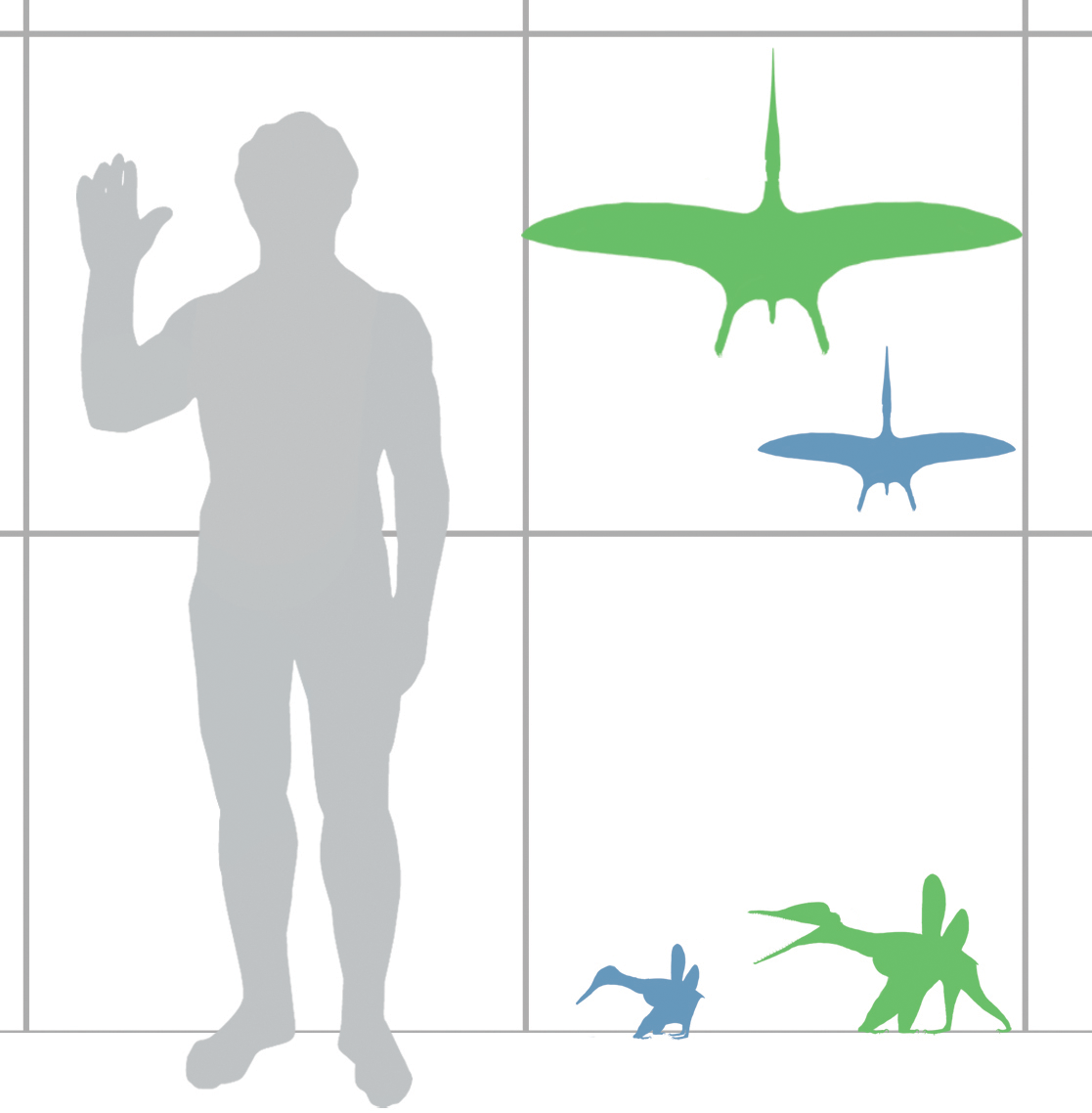
Dimensioni dell'olotipo sub-adulto (blu) e di un esemplare adulto (verde), entrambi, in posizione di volo e di movimento terrestre, in confronto ad un uomo

Pterodactylus è noto per oltre 30 esemplari fossili, e anche se la maggior parte di questi fossili appartiene ad esemplari giovani, molti sono completi e perfettamente conservati. Questo animale era relativamente piccolo: con un'apertura alare di 1,04 metri da adulto, Pterodactylus quasi spariva di fronte ai futuri pterosauri che seguiranno. La lunghezza massima per un esemplare adulto, invece, si aggirava 50-80 cm (stime sulla base di un esemplare adulto completo di cranio). Un tempo si pensava che altre "specie" fossero ancora più piccole. Tuttavia, successivi studi stabilirono che si trattava in realtà di esemplari giovani, così come i suoi parenti contemporanei Ctenochasma, Germanodactylus, Aerodactylus, Aurorazhdarcho e Gnathosaurus.
I crani degli esemplari adulti di Pterodactylus, erano lunghi e sottili e presentavano circa 90 denti stretti e conici. I denti si trovavano solo nella parte anteriore del becco, e diventavano sempre più piccoli man mano che andavano nella parte posteriore del becco (a differenza di altri pterosauri suoi contemporanei, che avevano denti omogenei in tutta la bocca o erano assenti nella parte anteriore del becco). I denti posteriori più piccoli si trovavano soprattutto sotto la parte frontale della Fenestra nasoantorbitale, ossia la più grande apertura del cranio. Diversamente dalle specie affini, il cranio e le mascelle dello Pterodactylus erano dritte e non proiettate verso l'alto come nelle specie successive.
Come quasi tutti gli pterosauri, anche Pterodactylus, possedeva una cresta sul cranio, tuttavia questa cresta non era formata da ossa come nelle specie successive, ma formata principalmente da tessuti molli. Negli adulti questa cresta era estesa tra il bordo posteriore della Fenestra antorbitale (la più grande apertura nel cranio) e la parte posteriore del cranio. La struttura aveva una piccola base ossea, che fungeva da base d'appoggio per i tessuti che la formavano, una simile struttura era presente anche nell'affine Germanodactylus. Creste solide sono state trovate solo negli esemplari completamente sviluppati, indicando che solo gli esemplari adulti e che avevano raggiunto la maturità sessuale possedevano tale struttura. Nel 2013, il paleontologo Bennett ipotizzò che la struttura di tessuti molli poteva estendersi fin dietro il cranio, tuttavia, lo stesso Bennet ha affermato che non vi è alcuna prova di ciò. Sulla base di due esemplari adulti (BSP AS I 739 e BMMS 7) la cresta ossea è lunga circa 47,5 (circa il 24% della lunghezza totale del cranio) e alta 0,9 millimetri sopra l'orbita; tuttavia è ignoto quanto fosse alta la struttura in tessuto molle. Vari esemplari precedentemente riferiti a P. antiquus conservano ancora la testimonianza di estensioni di tessuti molli di queste creste, tra cui una "linguetta occipitale", una struttura flessibile e simile in forma ad una linguetta che si estende nella parte posteriore del cranio. Tuttavia, la maggior parte di questi campioni sono stati riclassificati nella specie correlata Aerodactylus scolopaciceps. Tuttavia, ancora uno di questi esemplari è ancora considerato uno Pterodactylus. Questo esemplare, catalogato come BSP 1929 I 18, possiede anch'esso una linguetta occipitale simile a quella di Aerodactylus. Questo esemplare possiede anche una piccola cresta vagamente triangolare di tessuto molle che si estende per tutta la lunghezza del cranio, e avente il suo picco sopra le orbite.

## Classificazione

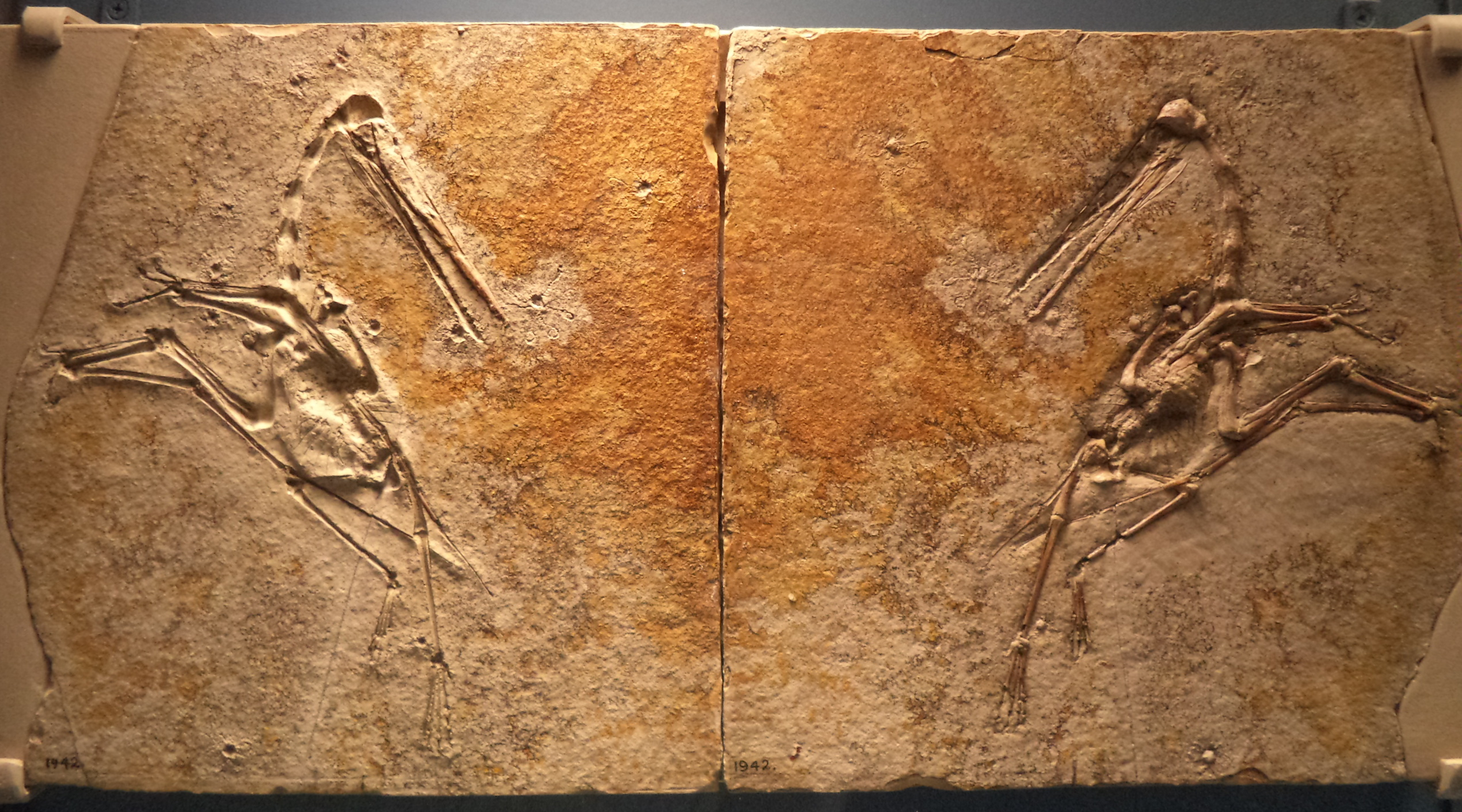
Esemplare fossile di P. antiquus (AMNH 1942), si possono notare le impronte dei muscoli

Il genere ora conosciuto come Pterodactylus era stato originariamente nominato come "Petro-Dactyle" da Cuvier, nel 1809, anche se questo nome è dovuto ad un errore tipografico, poi corretta da Cuvier in "Ptero-Dactyle". Nel 1812, Samuel Thomas von Sömmerring nominò lo stesso esemplare come Ornithocephalus antiquus. Il nome del genere fu emendato al corrente Pterodactylus da Costantino Samuel Rafinesque, nel 1815. Nel 1819, ignaro della pubblicazione di Rafinesque, Cuvier emendò nuovamente il nome del genere, ma cambiando il nome specifico in "longirostris", ma dovette dare la precedenza a von Soemmerring e al suo nome specifico "antiquus", per il principio di priorità. Nel 1888, Richard Lydekker designò la specie Pterodactylus antiquus come la specie tipo. L'esemplare originale fu eletto olotipo del genere, BSP n AS.I.739.
Nel 1830, Hermann von Meyer utilizzò il nome della famiglia Pterodactyli per contenere Pterodactylus e tutti gli altri pterosauri noti fino a quel momento. Questo è stato emendato per la famiglia Pterodactylidae dal principe Carlo Luciano Bonaparte, nel 1838. Questa famiglia è stata più recentemente usata per riferirsi a molte specie simili dalla Germania e altrove, anche se studi recenti suggeriscono che potrebbe essere un parafiletico o un polifiletico, un raggruppamento innaturale rispetto ai membri più avanzati della famiglia degli Ctenochasmatoidea (o Archaeopterodactyloidea).
Qui di seguito è riportato un cladogramma della famiglia degli Ctenochasmatoidea da parte di Andres, Clark & Xu, (2014).
|  | Normannognathus wellnhoferi                                                                 |
|  |                                                                                             |
|  | \| \| Germanodactylus cristatus \| \| \| \| \| \| Germanodactylus rhamphastinus \| \| \| \| |
|  |                                                                                             |
|  | Germanodactylus cristatus                                                                   |
|  |                                                                                             |
|  | Germanodactylus rhamphastinus                                                               |
|  |                                                                                             |

|  | Germanodactylus cristatus     |
|  |                               |
|  | Germanodactylus rhamphastinus |
|  |                               |

|  | Pterodactylus antiquus |
|  |                        |
|  | Pterodactylus kochi    |
|  |                        |

|  | Ardeadactylus longicollum |
|  |                           |
|  | Ctenochasmatoidea         |
|  |                           |

|  | Pterodactylus antiquus |
|  |                        |
|  | Pterodactylus kochi    |
|  |                        |

|  | Ardeadactylus longicollum |
|  |                           |
|  | Ctenochasmatoidea         |
|  |                           |

|  | Normannognathus wellnhoferi                                                                 |
|  |                                                                                             |
|  | \| \| Germanodactylus cristatus \| \| \| \| \| \| Germanodactylus rhamphastinus \| \| \| \| |
|  |                                                                                             |
|  | Germanodactylus cristatus                                                                   |
|  |                                                                                             |
|  | Germanodactylus rhamphastinus                                                               |
|  |                                                                                             |

|  | Germanodactylus cristatus     |
|  |                               |
|  | Germanodactylus rhamphastinus |
|  |                               |

|  | Pterodactylus antiquus |
|  |                        |
|  | Pterodactylus kochi    |
|  |                        |

|  | Ardeadactylus longicollum |
|  |                           |
|  | Ctenochasmatoidea         |
|  |                           |

|  | Pterodactylus antiquus |
|  |                        |
|  | Pterodactylus kochi    |
|  |                        |

|  | Ardeadactylus longicollum |
|  |                           |
|  | Ctenochasmatoidea         |
|  |                           |

### Specie

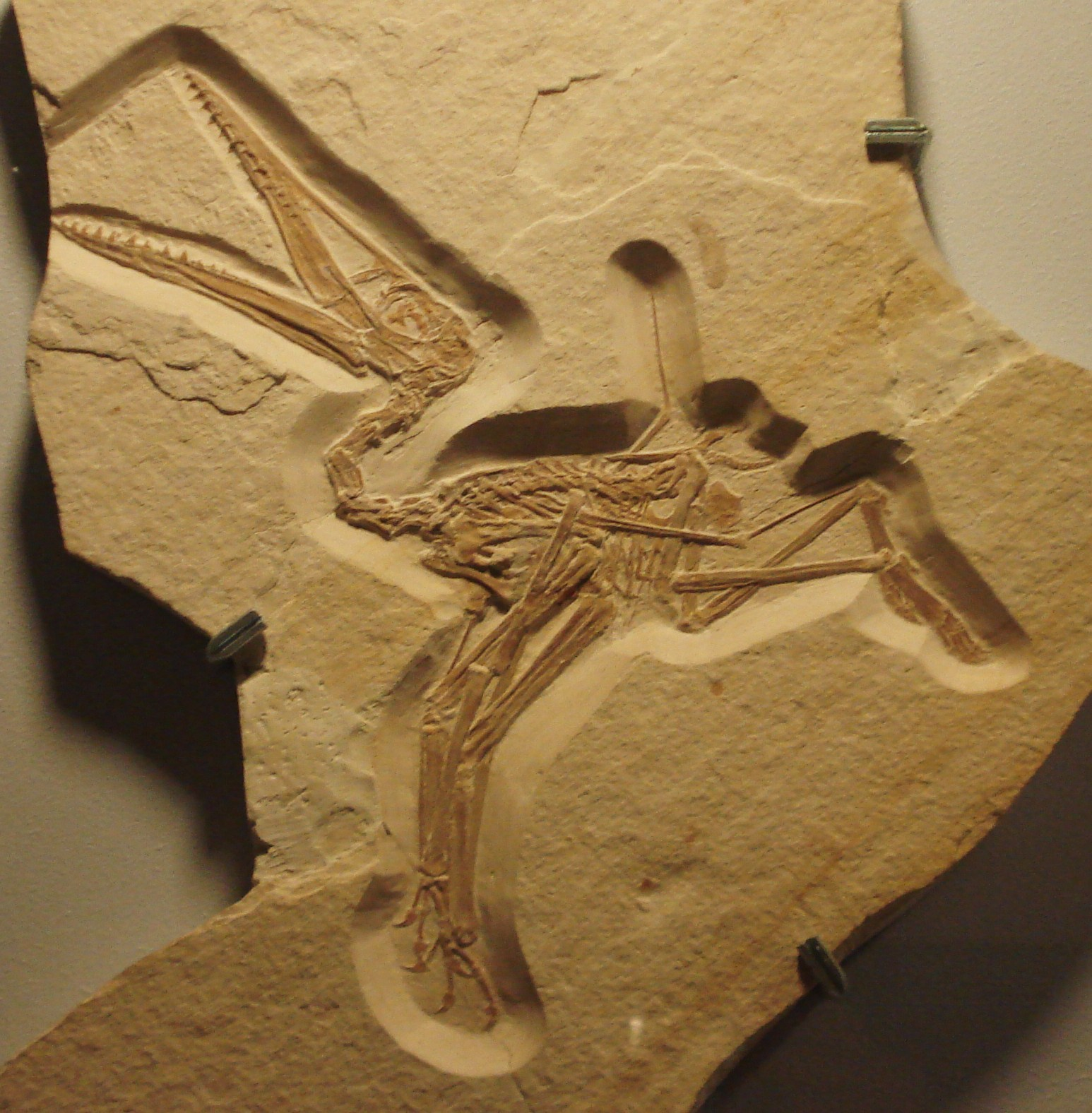
Esemplare di P. kochi, al Bürgermeister Müller Museum

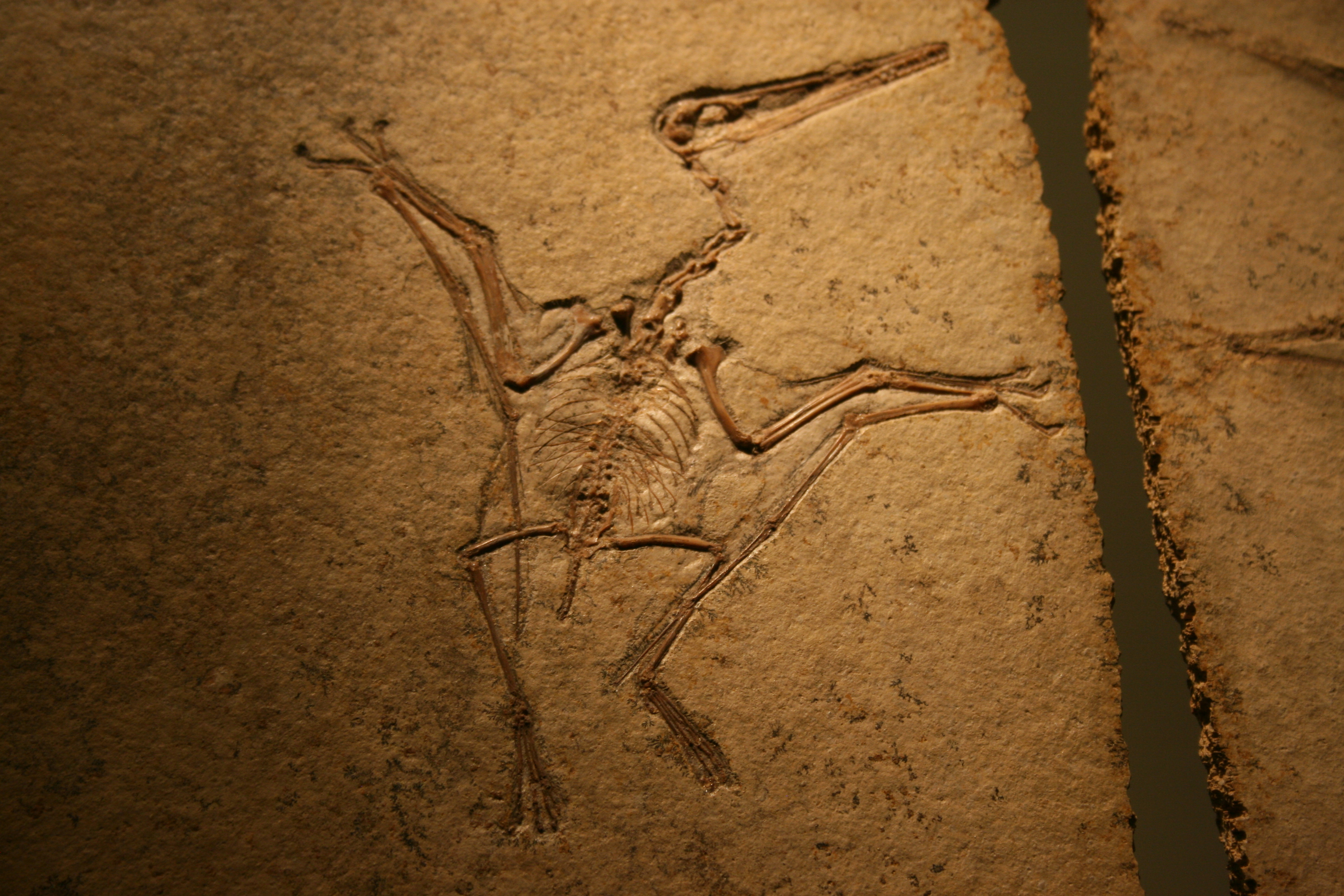
Pterodactylus kochi

Negli anni sono state assegnate numerose specie al genere Pterodactylus. Nella prima metà dell'Ottocento ogni nuova specie di pterosauro veniva automaticamente etichettata come una specie di Pterodactylus, in quanto quest'ultimo era l'unico genere di pterosauria conosciuto, divenuto quindi un tipico "refugium peccatorum". Persino dopo la scoperta di forme chiaramente diverse dall'originale quest'ultimo conferiva il nome generico a questi nuovi esemplari, in particolare i numerosi ritrovamenti dei sedimenti giurassici tedeschi, spesso basati su materiali leggermente diversi tra loro.
Intorno al 1980, le successive revisioni di Peter Wellnhofer avevano ridotto il numero di specie riconosciute a circa una mezza dozzina. Molte specie assegnate a Pterodactylus si basavano su esemplari giovanili e successivamente sono stati riconosciuti come individui immaturi di altre specie o generi. Negli anni '90 si capì che tale revisione poteva essere applicata anche alle specie rimanenti. La specie P. elegans, ad esempio, è stato riclassificato come uno Ctenochasma immaturo. Un'altra specie di Pterodactylus, originariamente basata su piccoli esemplari immaturi era P. micronyx. Tuttavia, è stato difficile determinare esattamente a quali generi e specie appartenessero realmente gli esemplari di P. micronyx, essendo forme giovanili. Stéphane Jouve, Christopher Bennett e altri paleontologi affermarono che questi esemplari appartenessero, probabilmente, a Gnathosaurus subulatus o ad una delle specie di Ctenochasma, ma dopo ulteriori ricerche, Bennett assegnò questi esemplari al genere Aurorazhdarcho. Un'altra specie con una storia complessa è P. longicollum, denominata da von Meyer nel 1854, basata su un grosso esemplare con un collo lungo e pochi denti. Molti ricercatori, tra cui David Unwin, affermarono che P. longicollum era fin troppo diverso da P. kochi e P. antiquus. Pertanto, Unwin riclassificò P. longicollum come maggiormente imparentato a Germanodactylus e che quindi richiedesse un nuovo nome del genere. A volte è stato collocato nel genere Diopecephalus, poiché Harry Govier Seeley si era basato su parte del materiale di P. longicollum per descrivere questo genere. Tuttavia, è stato dimostrato da Bennett che il modello di tipo successivamente designato per Diopecephalus era un fossile appartenente a P. kochi, e non era più considerato separato da Pterodactylus. Il Diopecephalus è dunque un sinonimo di Pterodactylus, e come tale non è disponibile per essere usato come nuovo genere per "P." longicollum. "P." longicollum è stato finalmente collocato in un proprio genere separato, ossia Ardeadactylus. Nel 2014, la specie P. scolopaciceps, precedentemente considerata un sinonimo junior, è stato spostato in un proprio genere, Aerodactylus.

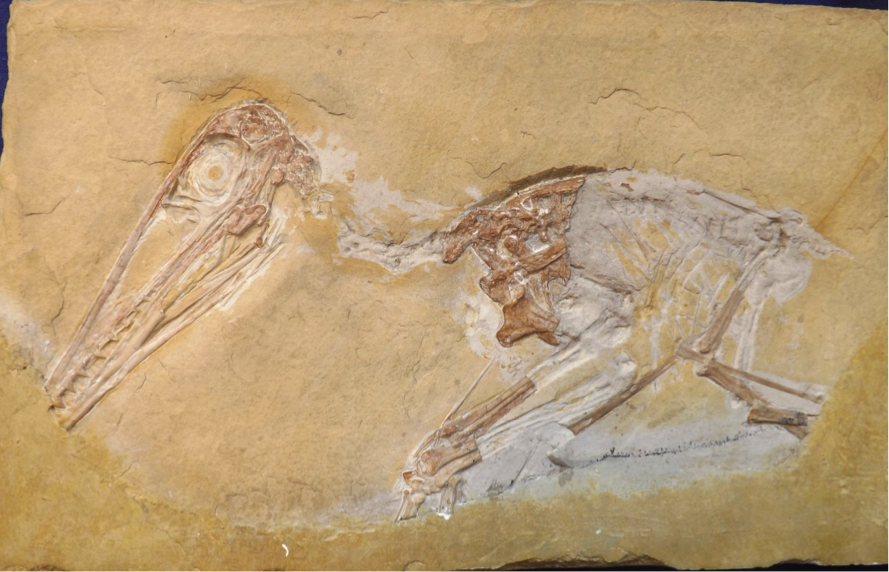
Esemplare tipo giovane di P. kochi

Le uniche specie ben note e ben sostenute lasciate dai primi decenni del XXI secolo furono P. antiquus e P. kochi. Tuttavia, la maggior parte degli studi tra il 1995 e il 2010 ha trovato poco motivo per separare anche queste due specie, e li ha trattati come sinonimi. Nel 1996, Bennett suggerì che le differenze tra gli esemplari di P. Kochi e P. antiquus potrebbero essere spiegate dalla differenze di età. In un documento del 2004, Jouve ha utilizzato un metodo di analisi diverso e ha ripreso lo stesso risultato, mostrando che le caratteristiche "peculiari" di P. kochi erano legate all'età, usando un confronto matematico per dimostrare che le due forme sono fasi di crescita diverse del stessa specie. Un ulteriore riesame degli esemplari pubblicati nel 2013 ha dimostrato che alcune delle presunte differenze tra P. kochi e P. antiquus sono dovute a errori di misurazione, sostenendo ulteriormente la loro sinonimia. Tuttavia, nel 2014 Steven Vidovic e David Martill hanno concluso che le differenze tra P. kochi e P. antiquus, tra cui le vertebre più corte di P. kochi, erano abbastanza significative per separarle. Vidovic e Martill hanno inoltre eseguito un'analisi filogenetica che ha trattato tutti gli esemplari rilevanti come unità distinte e ha dimostrato che l'esemplare tipo di P. kochi non ha formato un clade con quello di P. antiquus. Hanno quindi concluso che il genere Diopecephalus potrebbe essere resuscitato e utilizzato per distinguere "P." kochi da P. antiquus, e suggerì inoltre che Germanodactylus rhamphastinus era probabilmente la forma adulta di "P." kochi, dovuta in parte alle sue vertebre corte e molto più grandi. Nel 2017, il Diopecephalus è stato formalmente resuscitato come genere a sé stante.

### Sinonimi
Durante la sua storia di oltre 200 anni, le varie specie di Pterodactylus hanno attraversato numerosi cambiamenti nella classificazione e hanno quindi acquisito un gran numero di sinonimi. Inoltre, un certo numero di specie assegnate a Pterodactylus si basano su resti piuttosto poveri che si sono dimostrati difficili da assegnare ad una specifica specie o ad un'altra, e sono pertanto considerati nomen dubium ("nomi dubbi"). Il seguente elenco include nomi che sono basati sul materiale tedesco attuale, o fino a poco tempo fa, pensati per essere relativi a Pterodactylus propri e nomi basati su altri materiali che non sono ancora stati assegnati ad altri generi.
- Pterodactylus antiquus ([von Sömmerring, 1812] Rafinesque, 1815) - specie tipo, valida;
- Ornithocephalus antiquus (von Sömmerring, 1812) - sinonimo di P. antiquus;
- Ornithocephalus brevirostris (von Sömmerring, 1816-7) - sinonimo di Ctenochasma elegans[3];
- Ptenodracon brevirostris ([von Sömmerring, 1816] Lydekker, 1888) - sinonimo di Ctenochasma elegans;
- Pterodactylus brevirostris ([von Sömmerring, 1816] Oken, 1819) - sinonimo di Ctenochasma elegans;
- Pterodactylus longirostris (Cuvier, 1819) - sinonimo di Pterodactylus antiquus;
- Macrotrachelus longirostris ([Cuvier, 1819] Giebel, 1852) -  sinonimo di Pterodactylus antiquus;
- Ornithocephalus longirostris ([Cuvier, 1819] Ritgen, 1826) - sinonimo di Pterodactylus antiquus;
- Pterodactylus "suevicus" (Oken, 1825) - sinonimo di Pterodactylus antiquus;
- Pterodactylus crocodilocephaloides (Ritgen, 1826) - sinonimo di Pterodactylus antiquus;
- Pterodactylus spectabilis (von Meyer, 1861) - sinonimo di Pterodactylus antiquus;
- Pterodactylus grandis (Cuvier, 1825) - Nomen dubium, possibile sinonimo di Rhamphorhynchus muensteri;
- Pterodactylus kochi (Wagner, 1837) - sinonimo di Pterodactylus antiquus;
- Ornithocephalus kochi (Wagner, 1837) - sinonimo di Pterodactylus kochi;
- Diopecephalus kochi ([Wagner, 1837] Seeley, 1871) - sinonimo di Pterodactylus kochi;
- Pterodactylus meyeri (Muenster, 1842) - sinonimo di Pterodactylus kochi;
- Ornithocephalus meyeri ([Muenster, 1842] Wagner, 1851) - sinonimo di Pterodactylus kochi;
- Pterodactylus grandipelvis (von Meyer, 1860) - Nomen dubium
- Pterodactylus cerinensis (von Meyer, 1860) - Nomen dubium
- Pterodactylus suprajurensis (Sauvage, 1873) - Nomen dubium
- Pterodactylus manseli (Owen, 1874) - Nomen dubium
- Pterodactylus pleydelli (Owen, 1874) - Nomen dubium
- Pterodactylus arningi (Reck, 1931) - Nomen dubium
- Pterodactylus maximus (Reck, 1931) - Nomen dubium

## Storia della scoperta

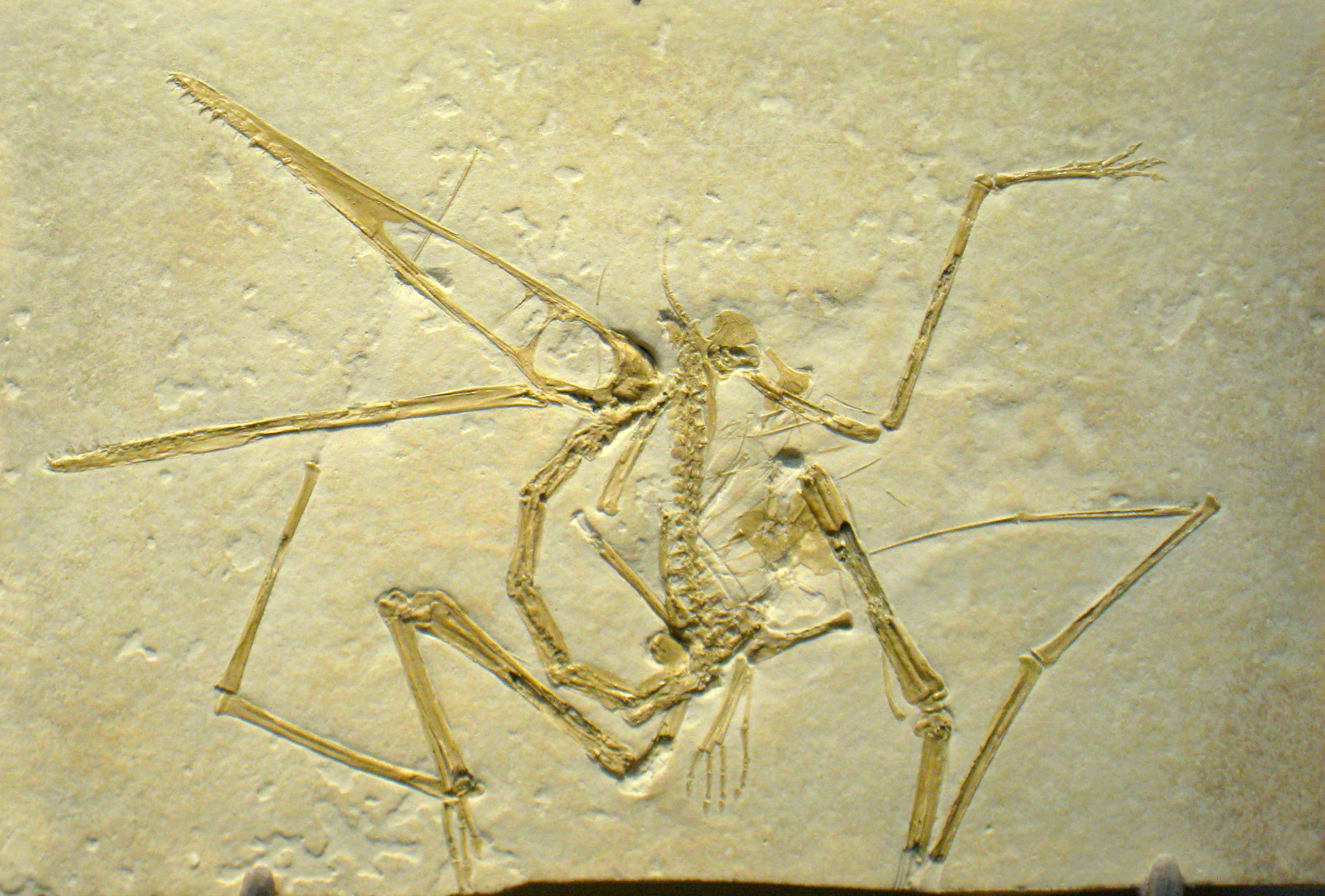
Olotipo di P.antiquus, rappresentato da un esemplare giovane, Collezione statale bavarese di Paleontologia e Geologia

L'esemplare tipo dell'animale ora conosciuto come Pterodactylus antiquus è stato uno dei primi fossili di pterosauro scoperti e il primo ad essere identificato. Il primo esemplare di Pterodactylus fu descritto dallo scienziato italiano Cosimo Alessandro Collini, nel 1784, sulla base di un scheletro fossile, portato alla luce dai calcari di Solnhofen, di Baviera. Collini fu il curatore del gabinetto di storia naturale, (l'antenato del moderno concetto di Museo di Storia Naturale), nel palazzo di Carlo Teodoro, elettore di Baviera, a Mannheim. Il campione era stato affidato alla raccolta, dal conte Friedrich Ferdinand zu Pappenheim, probabilmente intorno al 1780, dopo essere stato recuperato da un calcare litografico nella cava di Eichstätt. La data effettiva della scoperta e l'ingresso del campione nella collezione è sconosciuto. Non è stato menzionato in nessun catalogo della collezione, preso nel 1767 quindi deve essere stato acquistato tra il 1767 e il 1784, anno della descrizione di Collini. Ciò potrebbe rendere il fossile il primissimo pterosauro descritto; Nel 1779 fu descritto una seconda specie chiamata Pterodactylus micronyx (oggi conosciuto come Aurorazhdarcho micronyx) che però era stata inizialmente scambiata per un fossile di crostaceo.

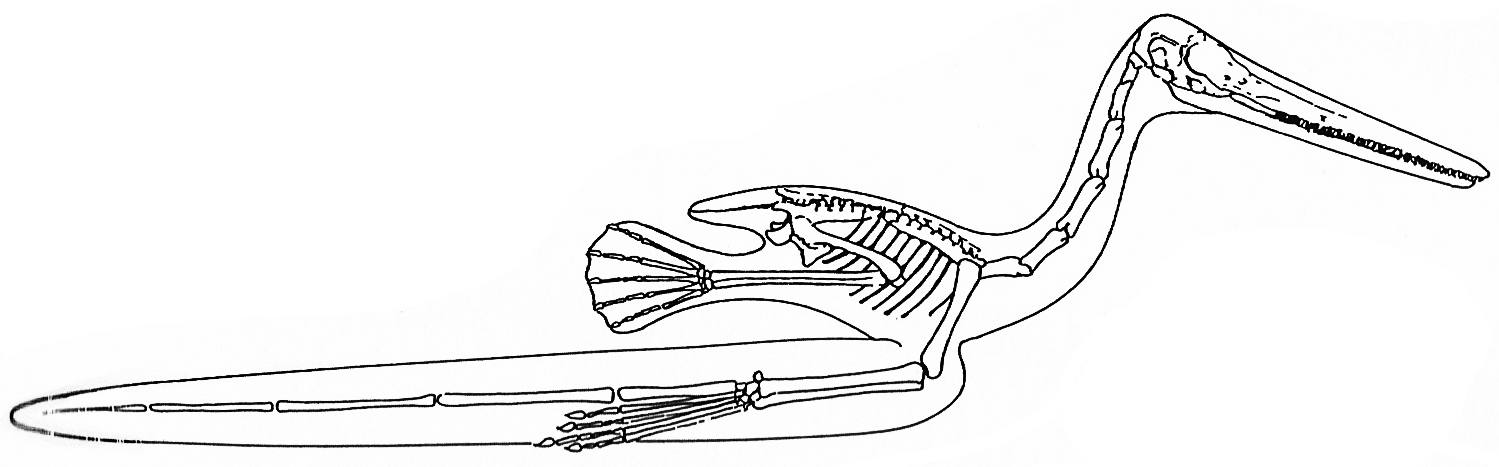
Ricostruzione di Wagler, del 1830, su uno stile di vita acquatico per Pterodactylus

Collini, nella sua prima descrizione del campione di Mannheim, concluse che si trattava di un animale volante. In realtà, Collini non riusciva a capire di che tipo di animale si trattasse, ma lo accostò ad uccelli e pipistrelli, per via di alcun affinità anatomiche. Più avanti lo stesso Collini ipotizzò addirittura che potesse trattarsi di un animale acquatico. Tale ipotesi non venne avanzata su rigori scientifici ma su una supposizione di Collini che pensava che le profondità dell'oceano potevano ospitare animali stravaganti. Nel 1830, l'idea che gli pterosauri fossero animali marini persisteva ancora in una minoranza di scienziati tra cui lo zoologo tedesco Johann Georg Wagler, che pubblicò nel suo testo intitolato "Anfibi", un articolo che vedeva gli pterosauri come animali marini con ali disegnate come pinne, ispirandosi ai moderni pinguini. Wagler si spinse fino a classificare lo Pterodactylus, insieme ad altri vertebrati acquatici (come plesiosauri, ittiosauri e monotremi), nella classe Gryphi, tra uccelli e mammiferi.

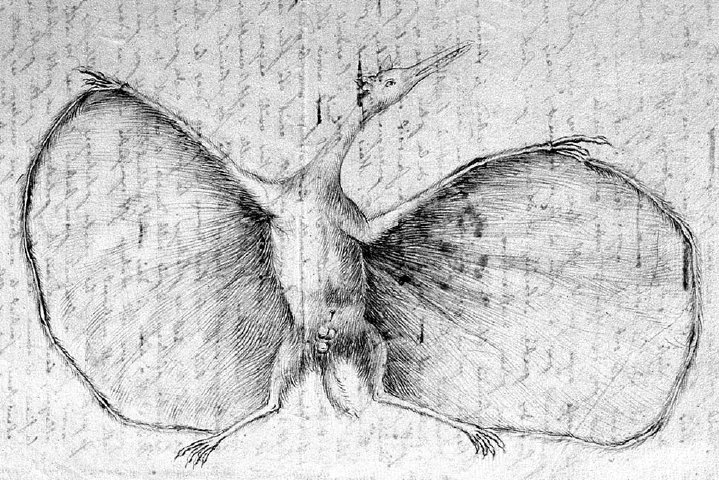
Prima ricostruzione di uno pterosauro al mondo ad opera di Hermann, nel 1800

Fu lo scienziato francese/tedesco Johann Hermann che per primo dichiarò che il lungo quarto dito della mano dello Pterodactylus venisse usato per sostenere una membrana alare. Nel mese di marzo del 1800, Hermann fu allertato dallo scienziato francese George Cuvier dell'esistenza del fossile di Collini, che era stato catturato dagli eserciti di occupazione di Napoleone e inviato alle collezioni francesi a Parigi, come bottino di guerra; in seguito alcuni commissari politici francesi sequestrarono i tesori d'arte e gli oggetti di valore scientifico. Hermann in seguito inviò una lettera a Cuvier, contenente la sua interpretazione del fossile (anche se lui non aveva esaminato personalmente), dichiarando che l'animale doveva essere un mammifero, e inviò anche una bozza di come doveva apparire in vita l'animale. Fu la prima ricostruzione artistica per uno pterosauro al mondo. Hermann disegnò l'animale con una membrana alare che si estendeva dalla fine del quarto dito fino alle caviglie e ricoperto da pelliccia (all'epoca il fossile non presentava né segni di membrana alare né di pelliccia). Hermann nel suo schizzo aggiunse anche una membrana tra il collo e il polso, come quella presente oggi nei pipistrelli. Cuvier d'accordo con questa interpretazione, e su suggerimento di Hermann, pubblicò questa nuova descrizione nel dicembre del 1800. In uno scritto Cuvier dichiarò che, "Non è possibile mettere in dubbio che il lungo dito servisse a sostenere una membrana che, allungandosi all'estremità anteriore di questo animale, formava una buona ala." Tuttavia, contrariamente a Hermann, Cuvier era convinto che l'animale fosse un rettile.
In realtà l'esemplare non era stato sequestrato dai francesi. Infatti, nel 1802, dopo la morte di Carlo Teodoro, il fossile fu portato a Monaco di Baviera, dove il barone Johann Paul von Carl Moll, aveva ottenuto un'esenzione generale della confisca per le collezioni bavaresi. Cuvier chiese a von Moll il permesso di studiare il fossile, ma fu informato che il pezzo non fu trovato. Nel 1809, Cuvier pubblicò una descrizione un po' più a lunga, in cui l'animale veniva chiamato "Ptero-dactyle" e confutava l'ipotesi di Johann Friedrich Blumenbach, che sosteneva che l'animale fosse un uccello marino.

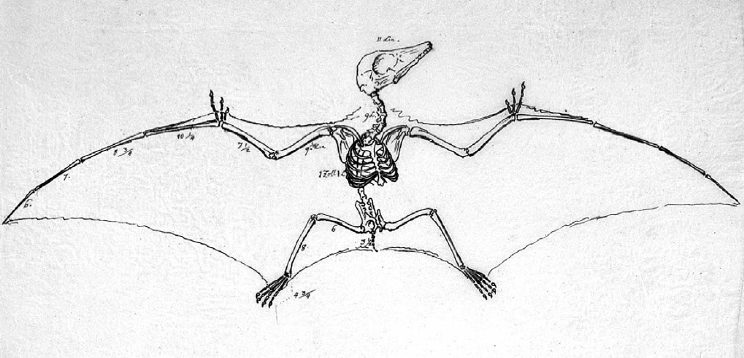
Ricostruzione inesatta di P. brevirostris, da parte di Von Soemmerring, del 1817

Contrariamente a rapporto di von Moll, il fossile non è mancata; fu oggetto di studio da parte di Samuel Thomas von Sömmerring, che tenne una conferenza pubblica sul fossile il 27 dicembre 1810. Nel mese di gennaio del 1811, von Sömmerring scrisse una lettera al Cuvier deplorando il fatto che era da poco stato informato della richiesta di Cuvier per informazioni. La sua conferenza fu pubblicata nel 1812, e in essa von Sömmerring diede alla creatura il nome di Ornithocephalus antiquus. Qui l'animale fu descritto come un mammifero simile ad un pipistrello ma con caratteristiche da uccello. Cuvier in disaccordo con tale descrizione, lo stesso anno fornì una lunga descrizione nella quale ricordò che l'animale era in realtà un rettile. Nel 1817 fu rinvenuto un secondo esemplare di Pterodactylus, ancora una volta a Solnhofen. Questo esemplare rappresentato da un giovane fu descritto nuovamente da von Soemmerring, come Ornithocephalus brevirostris, per via del muso corto, avendo tuttavia capito che si trattava di un esemplare più giovane (oggi si sa che questo fossile appartiene ad un altro genere di pterosauro, probabilmente un Ctenochasma). Von Sommerring fornì anche uno schizzo dello scheletro che in seguito si rivelò essere sbagliato e impreciso, in quanto von Soemmerring aveva scambiando il metacarpo per le ossa del braccio inferiore, il braccio inferiore per l'omero, il braccio superiore per lo sterno e lo sterno per una scapola. Tuttavia Soemmerring rimase per sempre fedele alla sua idea dello Pterodactylus. Lo avrebbe sempre immaginato come un animale simile a un pipistrello, anche se a seguito di alcune ricerche nel 1860 ammise che l'animale era un rettile. Tuttavia l'immaginario collettivo dell'animale rimaneva quello di una creatura quadrupede, goffa a terra, ricoperta di pelo, a sangue caldo e con una membrana alare che si attaccava alle caviglie. Più recentemente (2015) alcuni di questi elementi sono stati confermati, alcuni smentiti, mentre altri rimangono in discussione.

## Paleobiologia

### Classi d'età

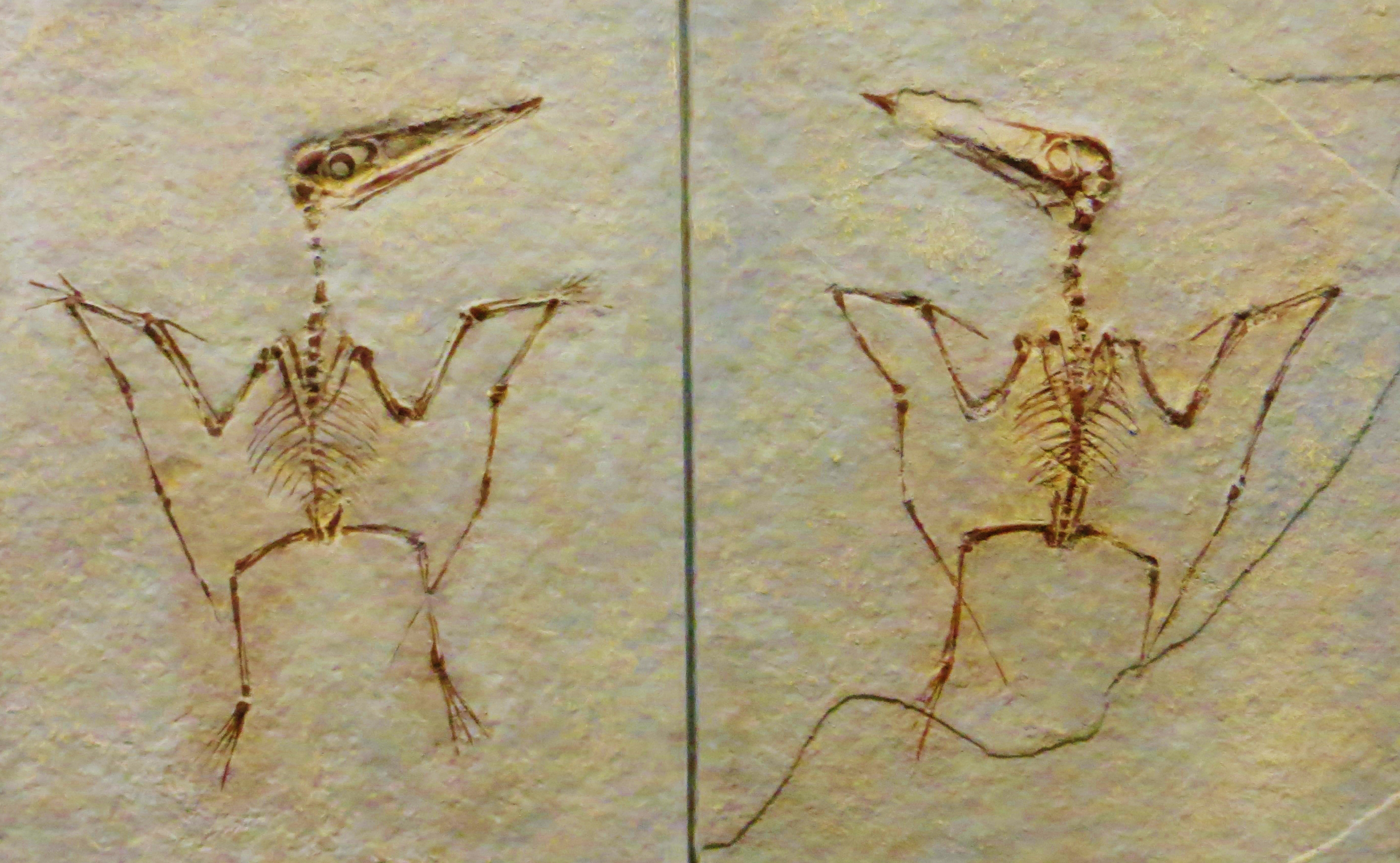
Esemplare giovane di P. antiquus

Come molti altri pterosauri (in particolare il Rhamphorhynchus), l'aspetto degli esemplari di Pterodactylus varia a seconda dell'età e in base al livello di maturità. Le proporzioni di entrambe le ossa degli arti, le dimensioni e la forma del cranio e le dimensioni e il numero dei denti possono stabilire a quale classe di età appartiene l'animale. In passato queste differenze morfologiche hanno portato a credere che si trattassero di specie distinte con caratteristiche anatomiche differenti. Recenti studi più dettagliati e che utilizzano nuovi metodi per misurare le curve di crescita degli esemplari noti, hanno stabilito che in realtà vi è un'unica specie di Pterodactylus ritenuta valida ossia, P. antiquus.
Il più giovane e immaturo campione di P. antiquus (da alcuni interpretato come facente parte di una seconda specie chiamata Pterodactylus kochi) possiede pochi denti e i pochi che possiede hanno una base relativamente ampia. I denti di altri esemplari di P. antiquus hanno denti più stretti e numerosi (fino a 90).
Tutti i campioni di Pterodactylus possono essere suddivisi in due diverse classi di età. Nella prima classe, rientrano gli esemplari i cui crani hanno una lunghezza complessiva che va dai 15 ai 45 millimetri di lunghezza. Nella seconda classe, invece, rientrano gli esemplari i cui crani hanno una lunghezza complessiva che va dai 55 ai 95 millimetri di lunghezza, ma sono ancora immaturi. Questi due primi gruppi di dimensione erano a loro volta classificati come giovani e adulti della specie P. kochi, fino a che un nuovo studio ha dimostrato che anche quelli che si credevano "adulti" erano comunque esemplari immaturi, e probabilmente appartengono ad un genere distinto. Una terza classe è rappresentata da esemplari specie tipo P. antiquus, così come un paio di grandi esemplari isolati, una volta assegnati a P. kochi che si sovrappongono P. antiquus per dimensioni. Tuttavia, tutti i campioni di questa terza classe mostrano anche segni di immaturità. L'aspetto degli esemplari completamente maturi di Pterodactylus esemplari rimane tuttora sconosciuto, oppure potrebbero essere stati erroneamente classificati come un genere diverso.

### Crescita e riproduzione

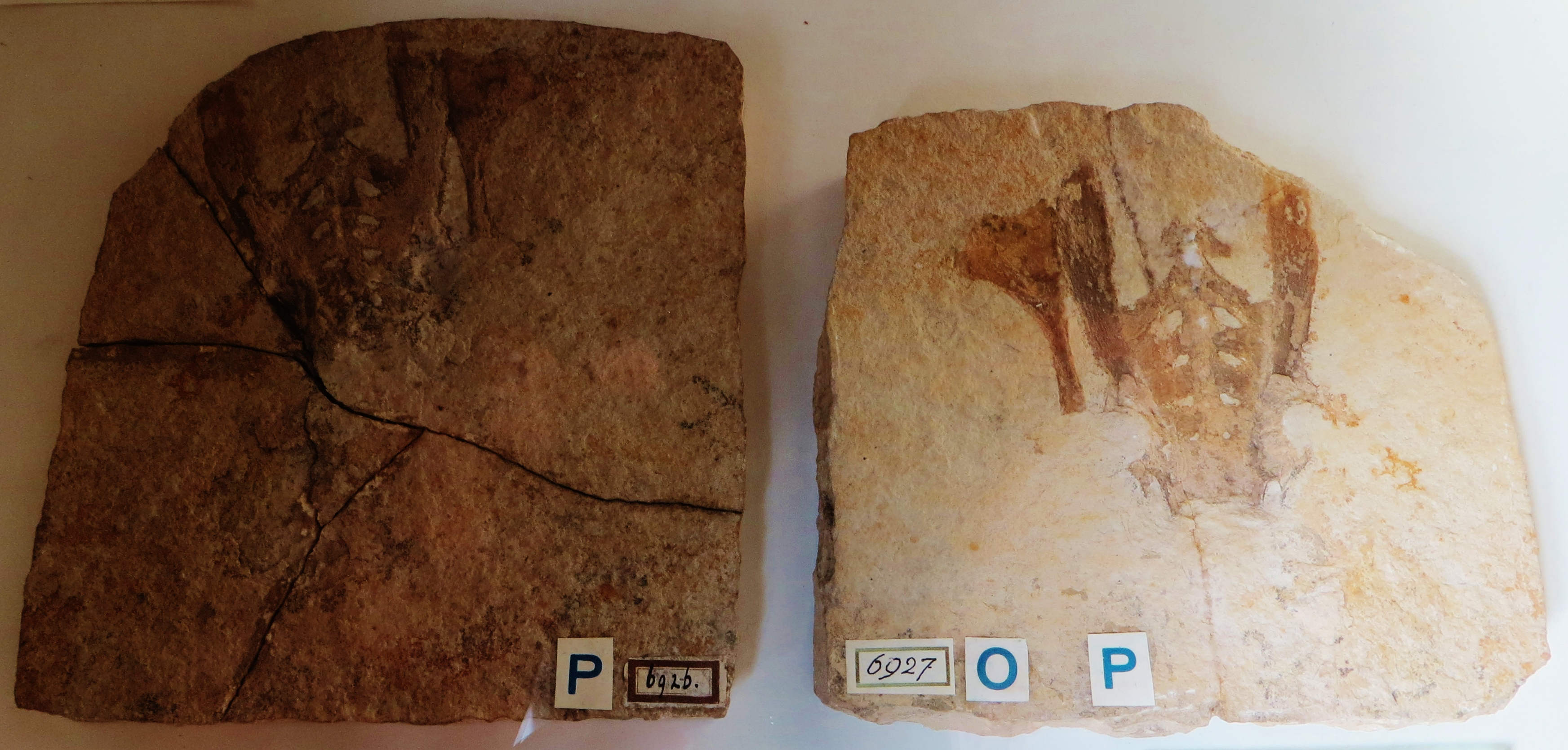
Bacino fossile di un grande esemplare, riferito alla dubbia specie P. grandipelvis

Le classi di crescita degli esemplari di P. antiquus mostrano che questa specie, come il contemporaneo Rhamphorhynchus muensteri, probabilmente allevava i piccoli in determinate stagioni e questi crescevano costantemente durante tutta la vita. Quindi la riproduzione e il conseguente allevamento dei cuccioli avveniva ad intervalli regolari e probabilmente in ogni stagione. Molto probabilmente poco dopo la nascita i cuccioli erano già in grado di volare, ma dipendevano ancora dai genitori per la nutrizione. Questo modello di crescita è molto simile a quello dei moderni coccodrilli, piuttosto che alla rapida crescita dei moderni uccelli.

### Stile di vita
Dal confronto tra gli anelli sclerali di P. antiquus con quelli di moderni uccelli e rettili, si è scoperto che lo Pterodactylus aveva uno stile di vita diurno. Questo coinciderebbe con la sua nicchia ecologica, che lo vedrebbe come un predatore simile all'odierno gabbiano, evitando inoltre la competizione con altri pterosauri suoi contemporanei che in base agli anelli sclerali sono stati giudicati notturni, come il Ctenochasma e il Rhamphorhynchus.

## Paleoecologia
Durante la fine del Giurassico, l'Europa era un arcipelago asciutto e tropicale ai margini del mare Tetide. Il calcare fine, in cui gli scheletri di Pterodactylus sono stati ritrovati, è stato formato dalla calcite delle conchiglie e degli organismi marini. Le varie aree tedesche dove sono stati ritrovati gli esemplari di Pterodactylus erano lagune situate tra le spiagge e le barriere coralline delle isole europee Giurassiche nel Mare Tetide. I contemporanei di Pterodactylus, includono l'avialae Archaeopteryx lithographica, il compsognatide Compsognathus, svariati pterosauri come Rhamphorhynchus muensteri, Aerodactylus, Ardeadactylus, Aurorazhdarcho, Ctenochasma e Gnathosaurus, il teleosauride Steneosaurus sp., l'ittiosauro Aegirosaurus, e i metriorhynchidi Dakosaurus e Geosaurus. Gli stessi sedimenti in cui sono stati ritrovati gli esemplari di Pterodactylus contenevano anche diversi fossili di animali marini quali pesci, crostacei, echinodermi e molluschi marini, confermando l'habitat costiero di questo pterosauro. L'enorme biodiversità di pterosauri presenti nei Calcari di Solnhofen, indica che quest'ultimi si erano differenziati tra di loro occupando ogni possibile nicchia ecologica disponibile.

## Nella cultura di massa
Lo Pterodactylus è uno dei rettili volanti preistorici più famosi e più conosciuti al mondo (soprattutto per il suo nome) che viene erroneamente usato per nominare il genere degli Pterosauri, venendo molte volte erroneamente chiamati Pterodattili, o per indicare un qualsiasi membro di questa specie, o per indicare genericamente un qualsiasi animale volante gigante con un aspetto rettiliano dal lungo becco ed una cresta, un po' come per il Brontosaurus che viene erroneamente usato per indicare un qualsiasi sauropode, o per indicare genericamente un gigantesco dinosauro dal collo lungo con zampe di elefante e una coda lunga.
- Petrie, protagonista della serie di film e serie TV de Alla ricerca della Valle Incantata, è uno Pterodactylus, anche se dal suo aspetto e quello degli esemplari più grandi della sua specie ricorda più quello del più noto parente Pteranodon.
- Nell'universo della SCP Foundation, SCP-346 è un giovane esemplare di Pterodactylus con un aspetto e comportamento simile ai pipistrelli.[30]
- L'animale appare anche in Jurassic World: il gioco come Pterosauro leggendario, anche se il suo design sembra quello della femmina di Pteranodon apparso nel film Jurassic World, con le uniche differenze nel colore e la presenza di un becco ricurvo senza denti.